# ウォーレンフィールド
ウォーレンフィールドは、紀元前8000年頃につくられた中石器時代の暦とみられている遺跡のある場所、イギリスのスコットランドのアバディーンシャー地域にあるクラシズ城の近くに位置する。その遺跡には12の竪穴(ピット)があり、月の満ち欠けと相関していると推定され、太陰暦として使われていたと考えられている。この遺跡は世界最古の太陰暦であるとみられている 。遺跡は”スコットランドの古代および歴史的記念物に関する王立委員会”(RCAHMS)によって異常な地形として、1976年に航空写真から発見され、2004年に初めて発掘された。

## 概要
竪穴は冬至の日の出の位置に対し、南東地平線の地形上の特徴的な箇所に対応して整列している（したがって、この月をもとにした太陰暦は、太陽暦および季節変化に対し、毎年、天文学的に補正する機能が備わっていると考えられる）。このウォーレンフィールドの時間測定装置はメソポタミア暦より5000年近く前まで遡るものである。移動性の動物を狩猟することに頼っていたこの地の先史時代の共同体は、特定の食料源が得られる季節に敏感に気づく必要があったので、それは季節の暦とも解釈されている。 ウォーレンフィールドの遺跡は、その非常に早い時代につくられた点と、通常考えられる暦を必要とする建物遺跡に関連した非移住性の農耕社会の人たちではなく、狩猟採集社会の人々によってつくられたという点、以上の2点から特に重要な遺跡とみなされている。

## 世界最古の暦
竪穴は12個あり、ゆるやかに弧を描いて、約50メートルにわたって、南東の山稜に対して配列されている。中央に比較的大きな穴が5つ、その左(北東)に4つ、右(南西)に3つの竪穴がある。穴の深さは互い違いになっており、緻密な時間測定システムであったことを示唆している。12個の竪穴以外にも柱を立てたような小さな穴がいくつもあり、中央の穴のそばに3つ、中央の穴の中に2つ、両端の穴のそばにも1つずつ確認されている。中央の5つの穴は満月前後、左の穴は新月から上弦、右の穴は下弦から新月の月にそれぞれ対応していると考えられており、穴の形状も月の満ち欠けの形に関連しているように見える。この時間測定システムでは、10日間を1サイクルとし、太陰暦の1ヶ月を3サイクルとしていたとみられている。また、太陰暦の誤差を修正するために、南東の山稜から昇る冬至の日の出との関係を知るための機能もあったと推定されている。
Science News.com のウェブサイトに再現イラストや遺跡の図・写真が掲載されている。「World’s Oldest Calendar Found in Scotland」　

## 参照
- 先史時代のスコットランド
- ギョベクリ・テペ
- カラニッシュストーン
- ストーンヘンジ